# マット・ハーディー
マット・ハーディー（Matthew Moore Hardy、1974年9月23日 - ）は、アメリカ合衆国の男性プロレスラー。ノースカロライナ州キャメロン出身。
弟のジェフ・ハーディーもプロレスラーである。

## 来歴

### キャリア初期
ドリー・ファンク・ジュニアの元でプロレスラーとしての基礎トレーニングを積んだ後、1992年にECWFにてプロレスラーデビューを果たす。デビュー戦はジェフとの兄弟対決である。
WWF（後のWWE）とは、1994年、1996年に契約のチャンスがあったものの契約に至らなかった。その間、自らがプロデュースするOMEGA（Organization Of Modern Extreme Grappling Arts）などのインディー団体で活動を行っていた。

### WWF / WWE

#### 1998年 - 2006年

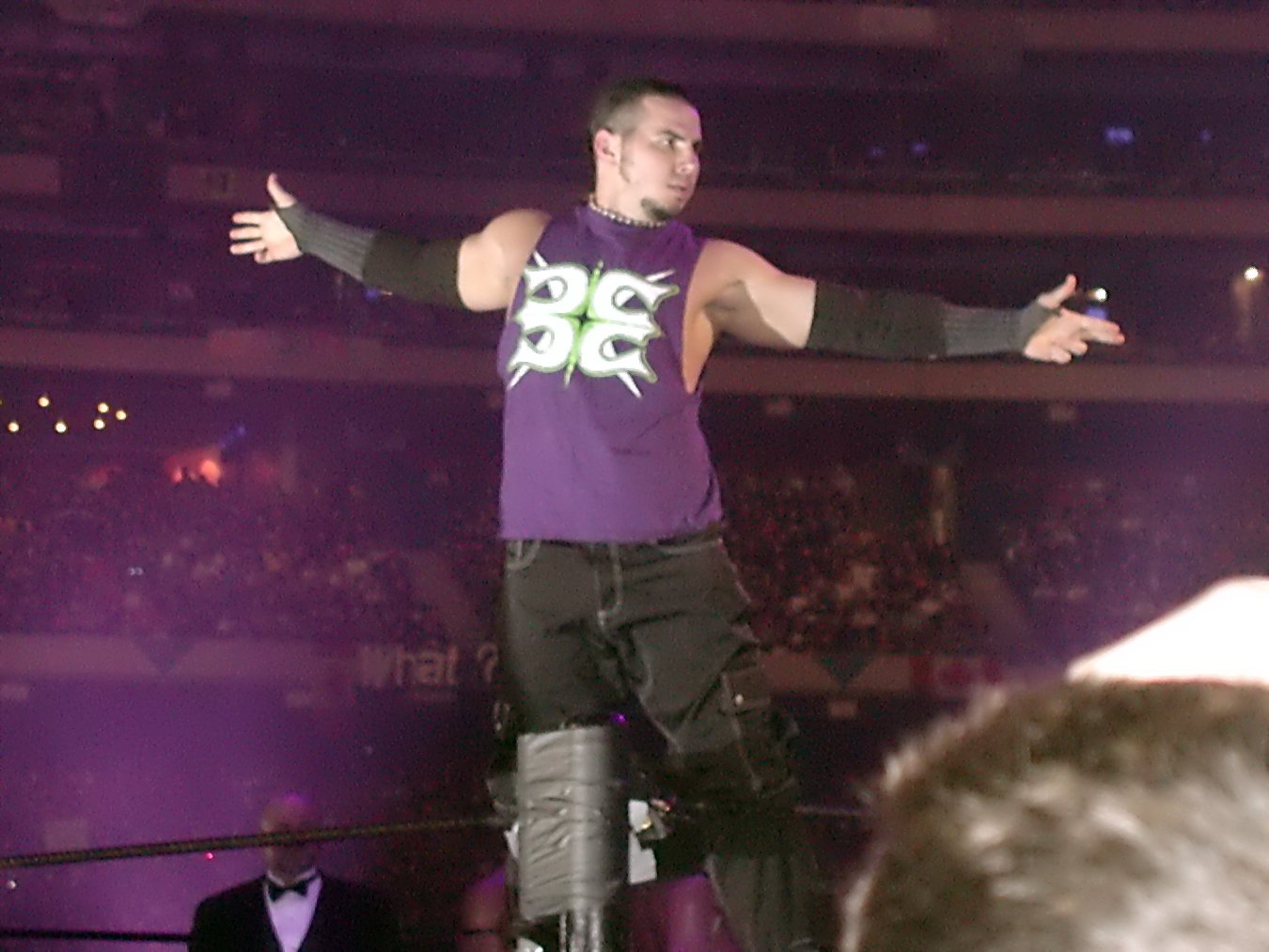
レッスルマニアX8にて

1998年にWWFと契約。初期はジンクス・ブラザーズという覆面レスラーのタッグチームで出場していたがまったく成功せずフェードアウト。以降ハーディー・ボーイズとしてタッグ戦線で世界タッグ王座を5回獲得する活躍をしている。また1999年頃からマネージャーであるリタと実生活において恋人関係になり、ノースカロライナ州で同棲するようになった（リタがマネージャーになったのもこの事があったため）。兄弟でのタッグチーム活動は2002年まで続くことになる。
2002年、ジェフを裏切る形でそれまで所属していたRAWからSmackDown!に移籍する。ハーディー・ボーイズを解散すると共に、ギミックをMatt Hardy - Version 1.0を名乗り、またファンをエムファーと呼び、自身の力の源マッティテュード（Mattitude）（かつてのWWEのキャッチフレーズ「アティテュード」に引っ掛けた名前）を広める教祖キャラに変更した。（このギミック以降、親指と薬指を曲げて手をV1を模した形を作り、堂々と掲げるアピールを行っている。）また、シャノン・ムーアとクラッシュ・ホーリーを信者にチームを組んだ。2003年にはレイ・ミステリオとクルーザー級王座を巡り抗争し、王座を獲得するなど活躍する。クルーザー級王座には、体重100Kg未満という制限があり、90kg台の体重を維持させる為、好物のバナナジュースを我慢していた。
2004年、RAWに再移籍。リタをめぐってケインと抗争を繰り返す。最終的にはアングル上ケインとリタは結婚し、マット・ハーディーはストーリ上敗れ、リタから去ることになる。
2005年4月にWWEから解雇された。またこの間RAWではリタとエッジのアングル上の恋愛ストーリが展開していたが、両者は実生活においても関係を持ち、これをきっかけとしてリタと破局しており、そのトラブルにおいて事情を知らない周囲からの批判に耐え切れず自分のサイトで三角関係を暴露したことが理由とされている。これにより、マットは放送中のRAWに乱入し、たびたびエッジに襲い掛かった。同年7月にRAWに電撃復帰する。同年6月の番組内でアングル上結婚した、エッジ及びリタと抗争を開始した。2005年10月に行われたRAWの番組、WWE Homecomingにおいて、エッジとマネー・イン・ザ・バンク権利争奪＆敗者RAW追放ラダー・マッチを行い敗れ、それに伴いSmackDown!に移籍した。
2006年、Survivor Series 2006のトラディショナル・サバイバー・シリーズ・エリミネーション・マッチに合わせて、ハーディー・ボーイズを復活させる。その後、RAWとSmackDown!の番組を跨いで、MNMと抗争する。Armageddon 2006のフェイタル4ウェイラダー・マッチ形式WWEタッグ王座戦に出場するなどした。

#### 2007年
WrestleMania 23のマネー・イン・ザ・バンク・ラダー・マッチに出場。敗れたものの、大会翌日のRAWで行われた10チームバトルロイヤル戦で弟ジェフとともに勝利、通算6度目となる世界タッグ王座を獲得した。4月29日のBacklash 2007では、ランス・ケイド＆トレバー・マードック組の挑戦を受け、見事に勝利し防衛する。6月3日のWWE One Night Stand 2007では、ワールド・グレイテスト・タッグチーム（WGTT）とラダー・マッチによる王座戦を行い王座を防衛するが、翌日のRAWでビンス・マクマホンにより王座戦を組まれ、前日の試合でのダメージも影響し、ランス・ケイド＆トレバー・マードックに奪取される。
ランス・ケイド＆トレバー・マードックとの抗争の後は、MVPとのUS王座をめぐる抗争を始める。しかし、MVPの心臓に不整脈が発見され、命に別条はないもののMVPが試合が行えなくなってしまったために、アームレスリングやボクシング（MVP側は代理選手のイベンダー・ホリフィールド）、1on1などで対決を行う。また、MVPの不用意な発言により二人は嫌々ながらタッグを組まされ、お互い険悪なムードが漂うもののWWEタッグ王座を獲得した。なお、マットがジェフ以外の選手とWWEのタッグ王座を獲得するのはこれが初めてである。しかし、今度はマットが急性虫垂炎により欠場することとなってしまい、タッグ王座から転落することになってしまった。12月31日、Royal Rumble 2008でランディ・オートンのWWE王座に挑戦することが決まっていたジェフの激励にRAWの会場を訪れたが、ジェフへの見せしめにするためにオートンに襲撃され、欠場が長引くことになってしまった（欠場期間を利用して、以前より痛めていた肘の手術をするために組まれたアングルである）。

#### 2008年
昨年末からの欠場が長引いたためにWrestleMania 24に参戦するためのストーリーを組むことが出来ず、WrestleMania 24の参戦出来ないかと思われたが、直前にジェフが謹慎処分で欠場することになったため、代役として参戦する案が持ち上がったものの、予選を行っていない選手を出場させる訳にはいかず、結局代役案は実行されなかった。しかし、3月30日のWrestleMania 24で行われたマネー・イン・ザ・バンク・ラダー・マッチに突如観客席から現れ、欠場する以前からの好敵手であったMVPにラダー上からの雪崩式ツイスト・オブ・フェイトを放ち観客席に逃げ込んでいった。4月28日のBacklash 2008で行われたUS王座戦でついにMVPを倒し、王座を獲得した。6月23日のRAW3時間特番のドラフトにて、US王座を保持したままECWへの移籍が決定。同年7月に行われたグレート・アメリカン・バッシュではスマックダウンに所属するシェルトン・ベンジャミンを相手にUS王座を賭けた防衛戦に臨むも、敗退。タイトルを失う。8月にはサマースラムに出場。マーク・ヘンリーの保持するECW王座に挑戦するがヘンリーのマネージャーであるトニー・アトラスの介入によりヘンリーの反則負けとなり、王座奪取とはならなかった。9月にはアンフォーギヴェンでECW王座を賭けたチャンピオンシップスクランブル戦に出場。試合時間残り3分の所でザ・ミズからフォールカウントを奪い、そのまま試合終了。間接的な形ながらヘンリーからタイトルを奪取、念願のECW王座を初獲得した。

#### 2009年
2009年1月、ジャック・スワガーとのECW王座の防衛戦で敗退し、王座を失う。同年のロイヤルランブルでスワガーのECW王座に挑戦するが敗北する。同PPVで行われたジェフ・ハーディー対エッジのWWE王座戦に介入、ジェフをアシストするかのように見えたがジェフにイス攻撃を仕掛けてジェフを王座から陥落させてしまう。これをきっかけにヒールターン、兄弟による抗争に突入する。そしてレッスルマニア25では苦しみながらも勝利を収めた。4月13日のRAW3時間特番のドラフトにて、RAWへの移籍が決定。4月26日のバックラッシュでは、「アイ・クイット・マッチ」（一方がI quitと降参を宣言するまで続く形式）でジェフと再戦。終盤でテーブルにテープで縛りつけられ、やられる前に降参するが結局コーナーからのダイビング攻撃で右腕を骨折する。しかし以降は右腕のギプスを悪用しレフェリーの目を盗みギプスで相手を殴打するなどしている。6月22日の試合中に腹筋断裂のケガを負う。その後6月末のトレードによりスマックダウンへ移籍する。そして8月7日のスマックダウンでジェフ対CMパンクの世界ヘビー級王座戦の特別審判員として復帰し、ジェフの王座防衛をアシストし、ふたたびベビー転向をはたした。その次の週のスマックダウンではジェフとハーディボーイズを再結成し、CMパンク組に勝利した。

#### 2010年
2010年になるとザ・グレート・カリとタッグを組んで活動。また2月から始まった新番組NXTではプロとしてジャスティン・ガブリエルを指導した。3月のレッスルマニア26ではマネー・イン・ザ・バンク・ラダー・マッチに出場。その試合でドリュー・マッキンタイアが鞄を取るのを阻止したことがきっかけとなり、マッキンタイアとの抗争を開始するが、2010年10月15日、WWEからの解雇が発表された。

#### 2017年
2017年4月2日、WrestleMania 33にてWWE・ロウ・タッグ王座争奪フェイタル4wayラダーマッチにジェフとのタッグでサプライズ登場を果たす。終盤にカール・アンダーソンとラダー上で競いツイスト・オブ・フェイトを決めるとジェフはセザーロとシェイマスにスワントーンボムを決め、最後に自身がベルトを獲得して王者となった。11月28日、ブレイ・ワイアットとの対戦にてシスター・アビゲイルを喰らい敗戦後、リング上でTNA時代のブロークンギミックを思わせるような行動をとり、12月にブロークンギミックのWWE版「ウォークン」ギミックにチェンジし、ワイアットと抗争を開始。RAW25周年記念大会では敗戦したものの、エリミネーション・チェンバーでは勝利。最終決戦となる「アルティメット・デリッション」で勝利し、ワイアットを転生の泉に落とした。

#### 2018年
2018年4月8日、WrestleMania 34 Kickoffにてアンドレ・ザ・ジャイアント・メモリアル・バトルロイヤルに出場。中盤にタイ・デリンジャーと "DELETE" と "10" チャント合戦を行い見せ場を作る。終盤にはモジョ・ローリーとバロン・コービンを合わせた3人が残ったところにブレイ・ワイアットが乱入。ワイアットのアシストを受けてローリーとコービンを脱落させ優勝を飾る。試合後にワイアットと抱擁を交わし、タッグを結成した。同月27日、Greatest Royal Rumbleにてワイアットと組んで空位となったWWE・ロウ・タッグ王座を懸けてザ・バー（シェイマス & セザーロ）と対戦。終盤にシェイマスがワイアットにブローグ・キックを狙うもワイアットが逆エビ反りで怯ませ、自身の挑発で気を取られたシェイマスにワイアットがシスター・アビゲイルを決め、最後に合体式のホイールバロー・ツイスト・オブ・フェイトを決めて勝利。ベルトを奪取した。
9月16日、自身のTwitterにて、自身の引退を示唆するツイートを投稿。以降は、選手活動を一旦止め、裏方として活動している。

#### 2019年
2019年4月9日、SmackDown LiveでハーディーボーイズとしてWWE・スマックダウン・タッグ王者チームのウーソズに挑戦。終盤にウーソズのダイビング・ボディ・プレスを阻止するとジェイ・ウーソに自身のツイスト・オブ・フェイトからジェフのスワントーンボムへと繋げて勝利。王座を戴冠した。翌年、契約満了により退団。

### TNA

#### 2011年
2011年1月、TNAのPPVであるGenesisに電撃出場。ロブ・ヴァン・ダム相手にツイスト・オブ・フェイトを決め、疑惑の判定ながらも勝利を収めるが、トレーニングを怠っていたせいか身体は肥満化し、スタミナ不足に加えて動きが鈍っていたことが原因で徐々に出番は少なくなり、8月にTNAから解雇された。TNA解雇後、PWS（Pro Wrestling Syndicate）やMACW（Mid Atlantic Championship Wrestling）、NWS（National Wrestling Superstars）といったアメリカのインディー団体に参戦。

#### 2014年
2014年4月26日、OMEGAにて久々となるハーディー・ボーイズを再結成してブリスコ・ブラザーズと対戦して勝利。
7月31日、TNAに復帰してジェフとのハーディー・ボーイズでTNA世界タッグチーム王座を保持するザ・ウルブズ（エディ・エドワーズ & デイビー・リチャーズ）と対戦するも敗戦となった。
11月1日、日本の団体であるWRESTLE-1のイベント、武藤敬司デビュー30周年記念大会HOLD OUTに参戦するため、来日を果たす。WRESTLE-1 vs デスペラード vs TNAと題された3wayマッチで真田聖也、TAJIRIと対戦するが敗北。

#### 2015年
ザ・レヴォリューションとのTNA世界タッグチーム王座戦でジェフが鉄階段に頭から強打したことにより一時的に離脱するも、ザ・ウルブズのTNA世界タッグ王座奪取にアシストする。
3月16日、TNA世界タッグチーム王座アルティメットXマッチでジェフと共にTNA世界タッグチーム王座獲得。しかし、ジェフの怪我によりタイトルを返上。
その後はしばらく現れなかったが、イーサン・カーター3世（EC3）がカート・アングルとの対戦で、自身の代役として登場。試合後にEC3とタイラスに襲撃されたことを機に抗争。EC3がTNA世界ヘビー級王座を保持しているため、世界王座が関わっている抗争となる。
王座戦を2度行うも敗北するが、ディクシー・カーターがTNA・バウンド・フォー・グローリーでの王座戦にマットを追加。会場場所が地元であるため、観戦に来た父や家族に見守られる中で行われた3度目の王座戦でTNA世界ヘビー級王座を獲得。また、これが自身初の世界ヘビー級王座獲得となる。しかし、この試合にEC3が裁判を起こした為（アングル）、わずか2日でベルトを返上した。

#### 2016年
TNAワールドタイトルシリーズで決勝まで進出するものの、EC3に惜敗。決着戦として、1月20日、ラスト・マン・スタンディング戦でTNA世界ヘビー級王座を奪還。しかし、試合で過激な攻撃が目立つようになる（ロー・ブローや首に椅子挟んだ状態で行うツイスト・オブ・フェイト等）、EC3の味方であるタイラスがマットに寝返る、試合に勝利した後かつての宿敵、エッジが行ってたワンマンコンチェアトを放つなどをしてヒールターンする。
ヒールターン後は、ROH時代にやっていたアイコニックギミックにチェンジし、ジェフやイーサンと抗争。3月15日の3wayマッチ形式TNA世界ヘビー級王座戦で勝利を収めたが、キャッシュケースの権利を使用して挑戦したギャロウェイにフューチャーショックを決められ、陥落。
陥落後はジェフと抗争し、4月19日でのアイクイット戦で敗北。その後、しばらく現れなかったが、ジェフの元に偽ウィローが3体出現。5月17日にリング上でマイクを持ったウィローがマスクを外した姿こそがマットであり、その時の姿は廃人のような髪型であった。
翌週にて、ブロークン（壊れた）ギミックにチェンジ。当初はサイコ系に思われたが、ハーディーの名を賭けた「The Final Deletion」（マット・ハーディー家で行われるどこでもフォールできるハードコアマッチ）にて、自身の持つドローン「ヴァンガード１」で映像を使いジェフに挑発したり、ジェフがスワントーンをしようとした際、雷を呼び起こし、ジェフに直撃し勝利。ここから本格的な怪奇系に調整された。
その後、ジェフに自信の本心を告白。タッグ王座をジェフの怪我で失ってしまい、徐々に壊れてしまったのがきっかけであり、もう一度ジェフとタッグ王座を獲りたいと発言。この発言にジェフは同意し、ジェフ自身も「ブラザー・ネロ」（マットが付けた新たなリングネーム）として壊れ、「ブロークン・ハーディーズ」として、タッグ戦線に乗り出す。
8月18日に行われた次期タッグ挑戦権を賭けたラダー・マッチに出場し、勝利。当時、同じ怪奇系だった「ディケイ」（アビス、クレイジー・スティーブ、ローズマリー）が王者だった為、怪奇系同士の抗争に発展。ローズマリーがマットの自宅に忍びこんだり、マット家で行われた「Delete or Decay」が行われるなど、本格的なホラー展開に発展。「バウンド・フォー・グローリー」に行われた王座戦も「The Great War」と称されており、試合途中から場外戦に発展したが、終盤から会場に戻り、最後はジェフのスワントーンボムで勝利し、ベルトを奪還した。
ディケイとの抗争後は、新たな怪奇系「DCC」（ジェームス・ストーム、ブラム、キングストン）と抗争。その抗争途中にてマットが高いところから落ちた衝撃で記憶喪失になるも、雷を呼び出すポーズをした際、自身に雷が直撃したショックで記憶が蘇り、王座戦も難なく防衛する。
12月8日にて、自身が見た夢を元に、自身の家の特設リング上で行われるPPV「Total Nonstop Deletion」を発表。翌週に実現し、その大会のメインイベントである「Tag Team Apocalypto」（まず、4チームが対戦をし、その後時間差で、新たなチームを追加。最終的に残ったチームが王座獲得）に出場。見事に王座防衛を果たす。

#### 2017年
自分達の持つベルトを賭け、他団体のベルトを獲るという「Expedition of Gold」を開始するも、新たなスポンサー会社との契約更改に合意できず、2月27日に退団。それぞれ獲ったベルトもすべて返上した。

### ROH

#### 2012年
2012年9月15日にROHのPPV、Death Before Dishonor X: State of Emergencyに観戦に訪れ、ROHに参戦することを発表した。そして12月16日のPPV、Final Battle 2012にてアダム・コールと対戦して勝利した。

#### 2013年
2013年よりROHと正式に契約を交わして所属レスラーとなる。
1月15日、故地であるOMEGAをOCW（OMEGA Championship Wrestling）として復活。ジェフ & ハリケーン & ジェームス・ストームと組んでCWアンダーソン & ガンナー & ローディ & スティーブ・コリノと8人制タッグマッチを行い勝利している。
2月9日、PWSのPPV、Thank You JerryにてPWSヘビー級王座を保持するケビン・マシューズに得意とするTLCマッチで勝利し、ベルトを奪取。
3月2日、ROHにてヒールユニットであるSCUMの一員となって活動。この時は自分を象徴者と自称するアイコニックキャラにギミックチェンジ。6月23日にはROH世界王座を保持するマーク・ブリスコに挑戦するもベルトを奪取するに至らなかった。12月14日、PPVであるFinal Battle 2013にてアダム・ページとシングルマッチを行って勝利し、この試合を最後にROHとの契約を解除するが、継続してスポット参戦する事になる。

#### 2017年
2017年3月4日、ヤング・バックス vs リオ・ラッシュ & ジェイ・ホワイトのROH世界タッグ王座戦後に、突如リングに登場。その後、行われた2度目のROH世界タッグ王座戦にて、ヤング・バックスを破りROH世界タッグ王座を奪取。試合後、ROHと契約を交わしたことを発表。4月1日、ヤング・バックスとのラダー・マッチに敗戦し、王座陥落。

### AEW

#### 2020年
2020年3月18日、インナーサークルと抗争中のジ・エリートの助っ人としてAEWに登場。5月6日、ケニー・オメガと組み、クリス・ジェリコ＆サミー・ゲバラとの対戦でAEWデビューを果たす。5月23日のDouble or Nothingにて、インナー・サークルと対決し勝利。
その後、サミー・ゲバラとの抗争が始まり、その間にプライベート・パーティーのマネージャーを務める。Full GearでThe Elite Deletion matchという野外完全決着戦にてプライベート・パーティーの助太刀もあって勝利。

#### 2021年
1月19日にプライベート・パーティーを引き連れ、4年ぶりのインパクト・レスリングに登場。グッド・ブラザーズが保有するインパクト世界タッグ王座の挑戦をサポートするが、奪取に失敗。また、ジ・エリートに追い出されたハングマン・ペイジをチームに入れようと画策したもののペイジの策略や競争相手のダークオーダーの妨害によってこちらも失敗に終わり、ペイジ及びダークオーダーとの抗争に発展。ブッチャー＆ブレイドをチームに加え、ハーディー・ファミリー・オフィスを結成する。
AEW世界王座次期挑戦者バトルロイヤルに出場した際、クリスチャン・ケイジに落とされたことを機に標的をクリスチャンへと変更。この間にもハイブリッド2をメンバーに加入させる。

## 得意技

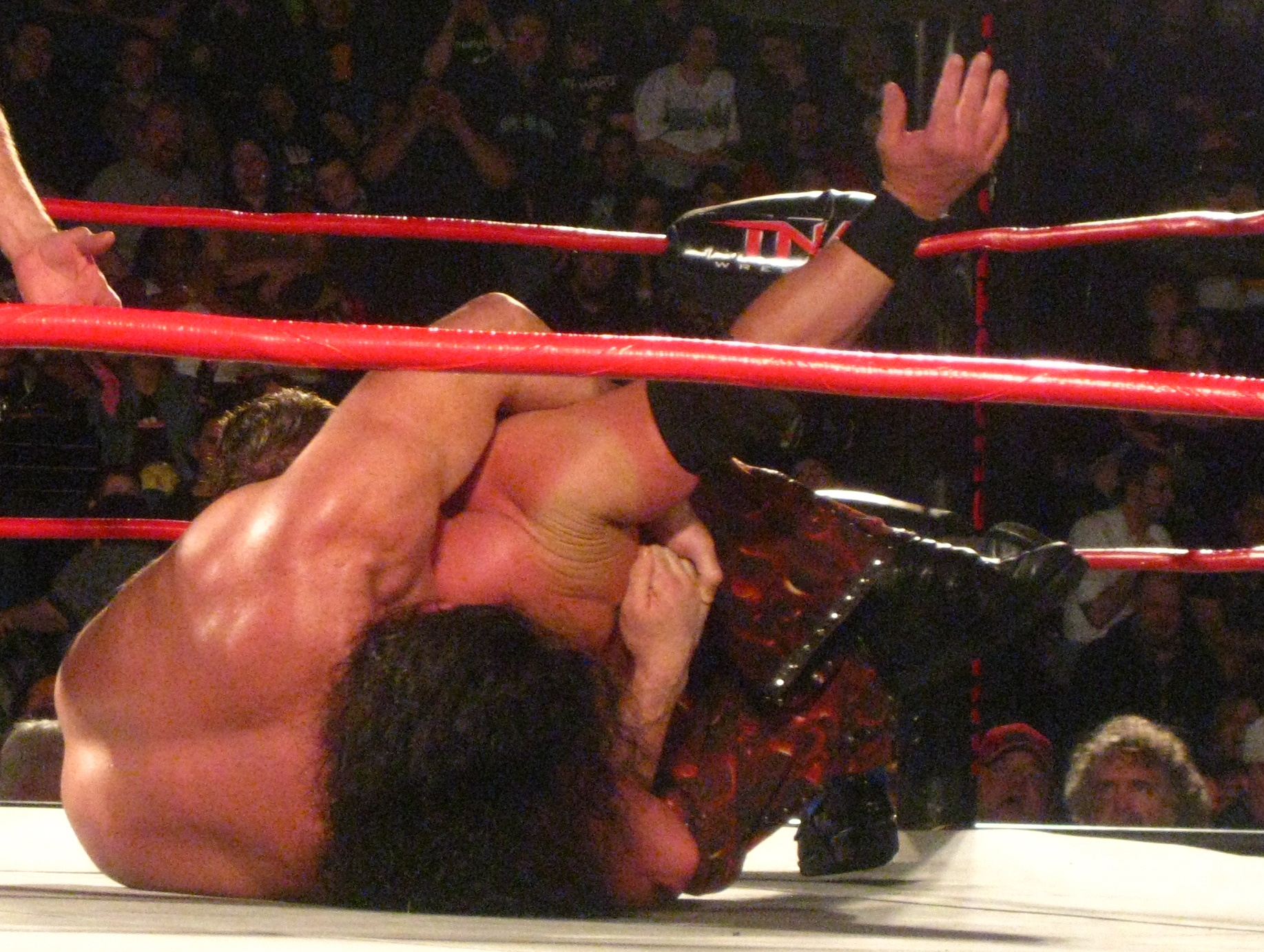
アイス・ピック

### フィニッシュ・ホールド

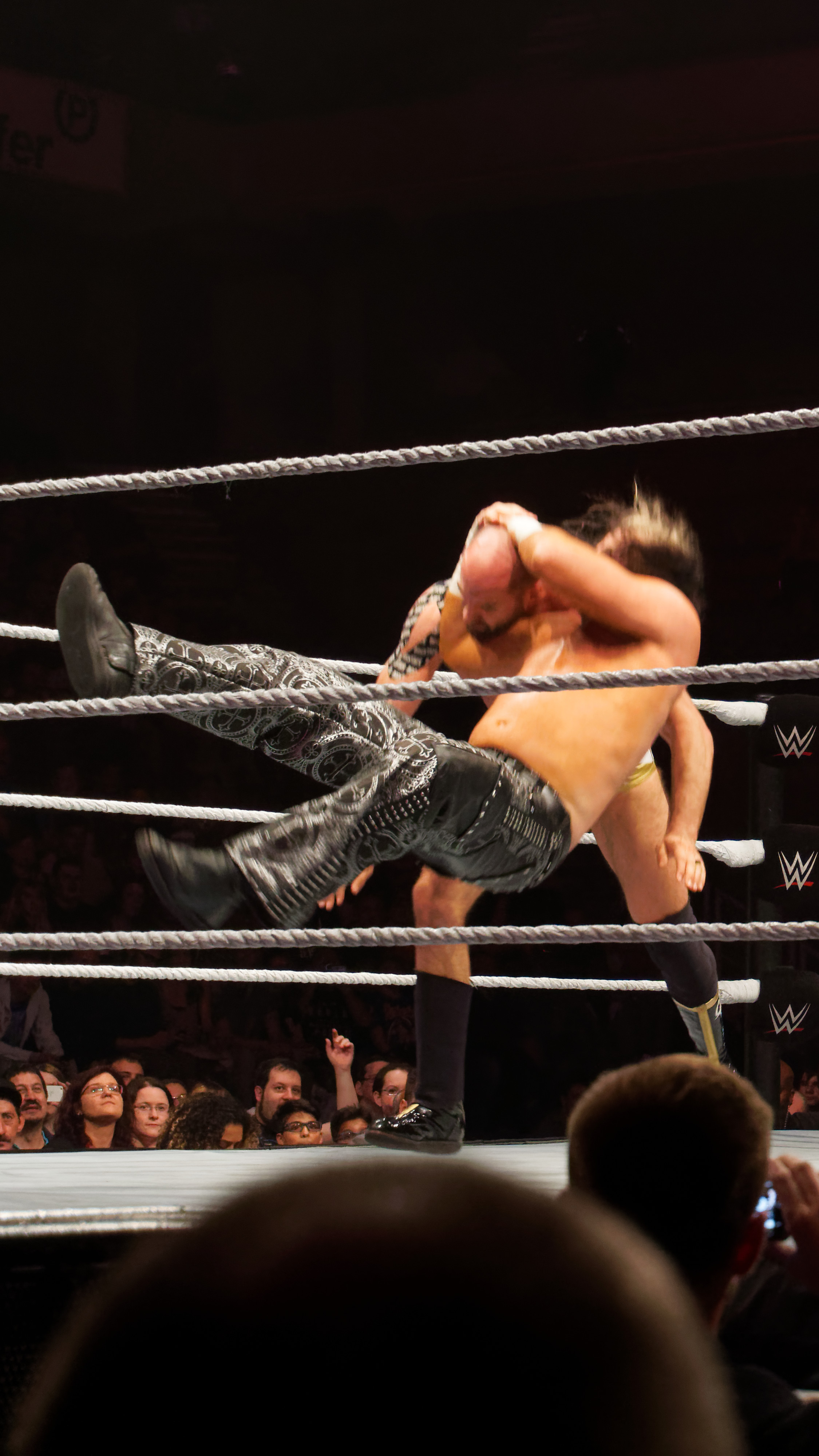
ツイスト・オブ・フェイト
フィニッシュ・ムーブ。相手の頭を脇にはさむDDTの体勢から、自分の体をひねりつつ頭を挟んでいなかった方の手で相手の頭を持ち替えてダイヤモンド・カッターに移行する技。雪崩式やロープを利用しての等、バリエーションも豊富で説得力もある。

### 打撃技
コンビネーションパンチ
相手の顔面に数回の右パンチからローリング・パンチで相手の顔面を殴るコンビネーション技。
ブルドッグコンビネーション
コーナーでクローズラインを放った後、サイド・ヘッドロック・ブルドッグを行うコンビネーション技。相手が2人以上いる場合は出てきた相手にクローズラインを放つ場合も。
レッグ・ドロップ
走りながらかその場で仰向けの相手の上半身に足を落とす。
チンクラッシャー
相手の顎を頭にかけ、片方の膝が着地した瞬間に相手がダメージを喰らう。

### 投げ技
サイド・エフェクト
相手を立ち肩固めに捕らえたあと、持ち上げてネックブリーカー・ドロップのような体勢で仰向けに倒れこみ、相手の背中をマットに叩きつける。雪崩式もあり、エッジをこの技で演出用の機材にぶつけさせたことがある。
リコシェ
抱え上げ式ベリー・トゥー・バック・スープレックスの体勢から腹にエルボー・ドロップを落とす技。ロープを利用することも。
スプラッシュ・マウンテン
コーナー上にいる背を向けている相手を持ち上げ、ある程度歩いた後に放つシットダウン式サンダーファイヤー・パワーボム。
ネック・ブリーカー
相手の首をホールドしてから、横にズレるように放つ。

### 飛び技
ムーンサルト・プレス
アティテュード後期はリタが使っていたためあまり使用していなかったが、リタと別れてから頻繁に使われるようになった。フォームはそれなりに綺麗である。
ダイビング・クローズライン
エプロン上から、場外にいる相手に向かって放っている。
ダイビング・レッグ・ドロップ
コーナー上で叫んだ後に放つ。現在は膝の怪我から腰の悪化を防ぐために使用する数を絞っている。
ダイビング・エルボー・スタンプ
2007年ごろから使い始めた技。ダイビング・レッグ・ドロップ同様、コーナー上で叫んだ後に放つ。

### 関節技
アイスピック / ホワイトライトエクスペリエンス / スカー/ザ・リーチ
相手の上半身をリバースフルネルソンに極め、両足を広げてジャンプしながら相手の胴を両足で挟みこみ、尻もちをついて相手の両肩を絞り上げる。

### 反則技
噛みつき
ブローケン/ウォークンギミック時に使用。あらゆるところに噛みつく。
ターンバックル攻撃
ブローケン/ウォークンギミック時に使用。相手の頭をターンバックルに何度もぶつけ、最後に両手を広げアピールする。

## タイトル歴
WWE
- ECW王座: 1回

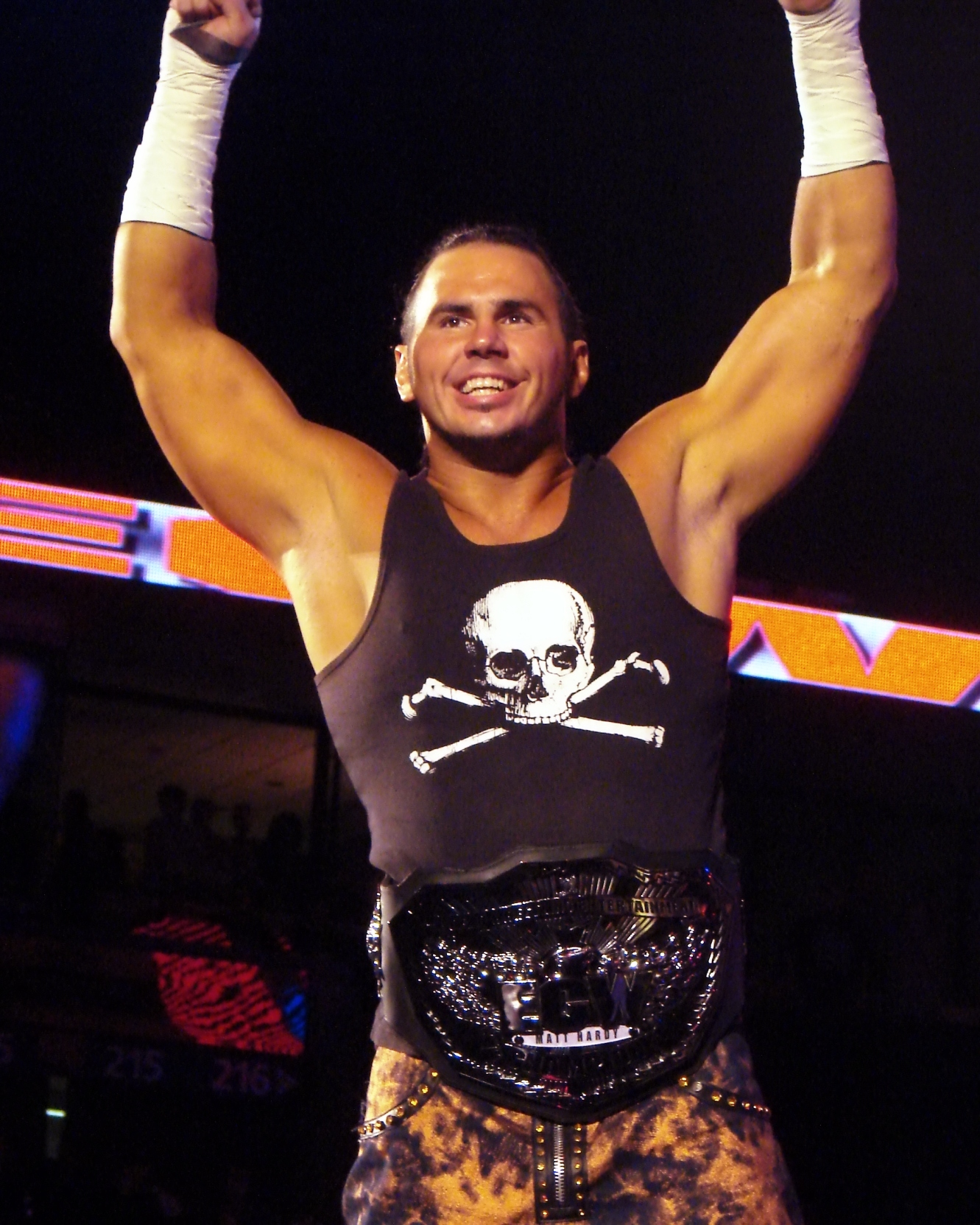
ECW王座

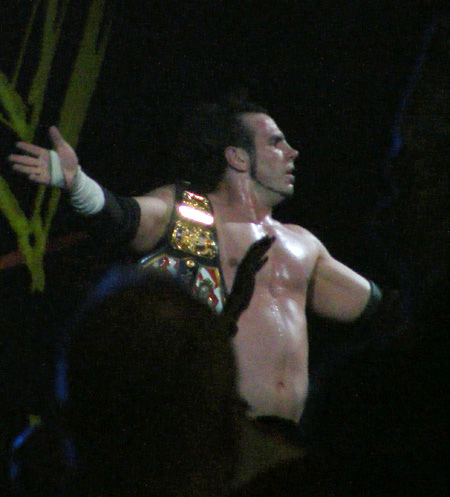
WWE US王座

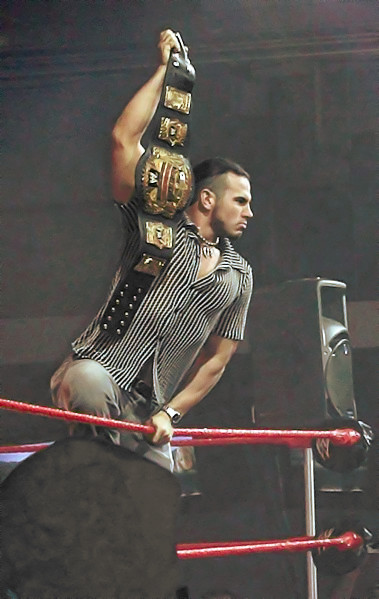
WWEクルーザー級王者時代

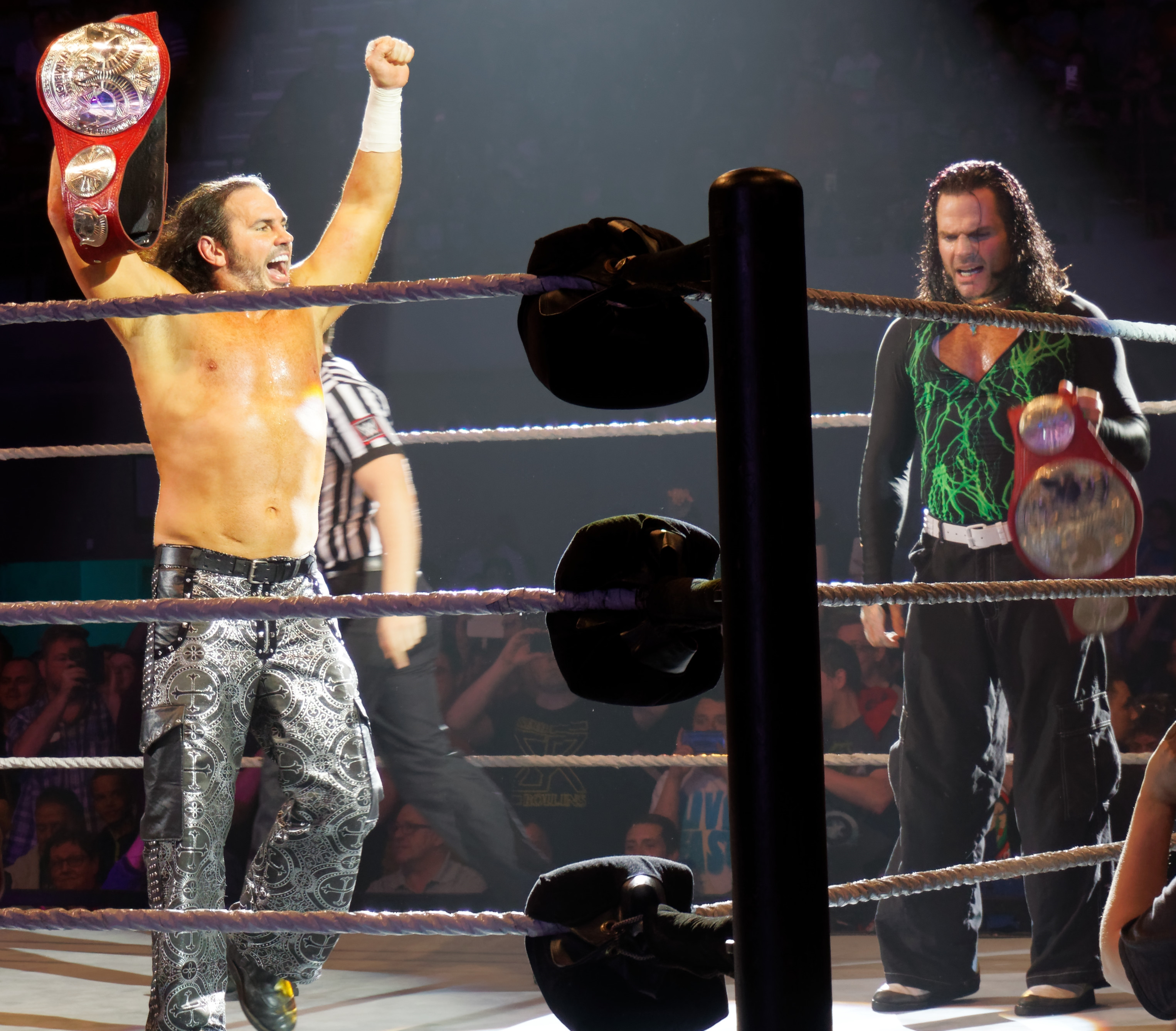
WWE・ロウ・タッグ王座

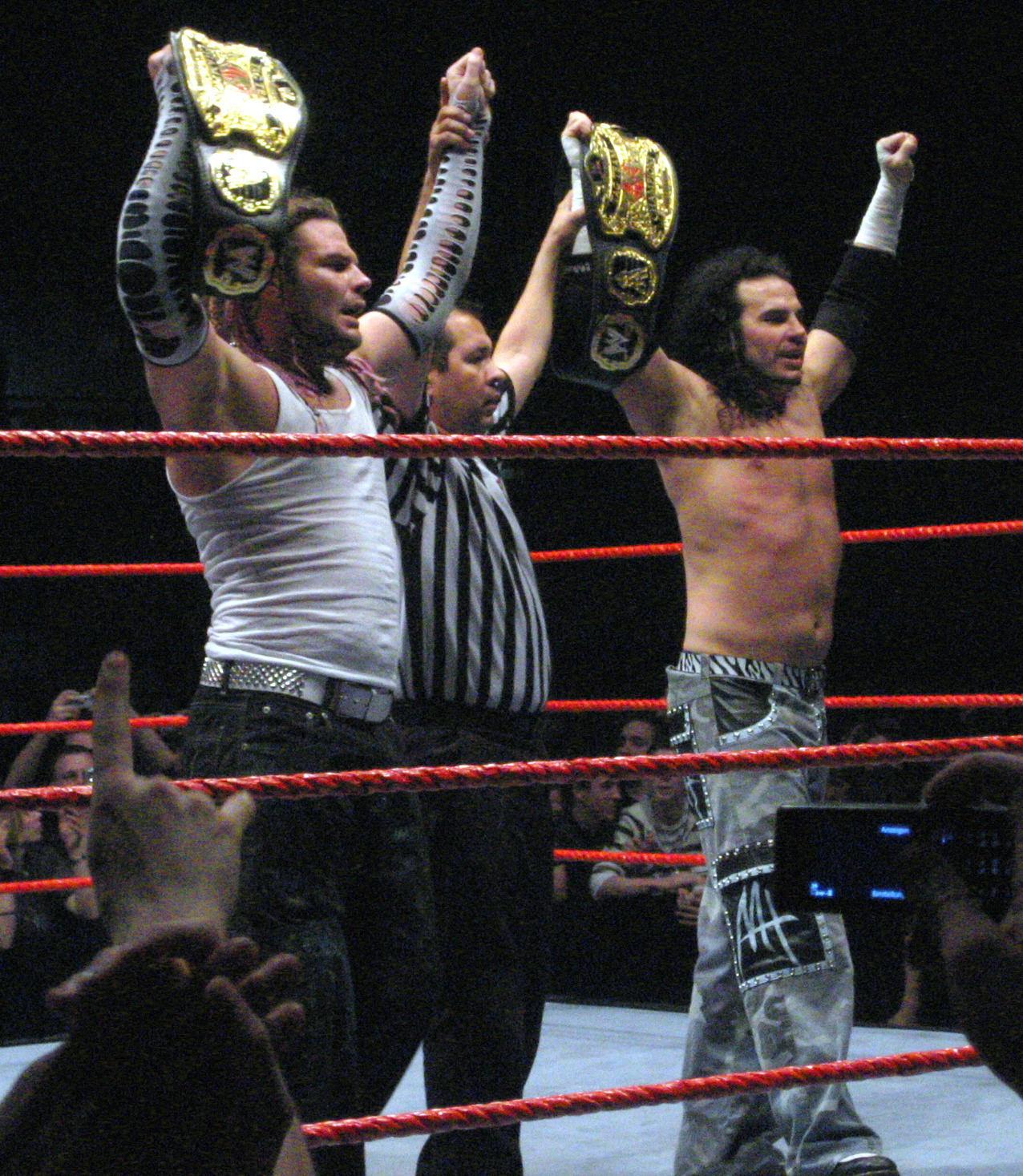
WWE世界タッグ王座

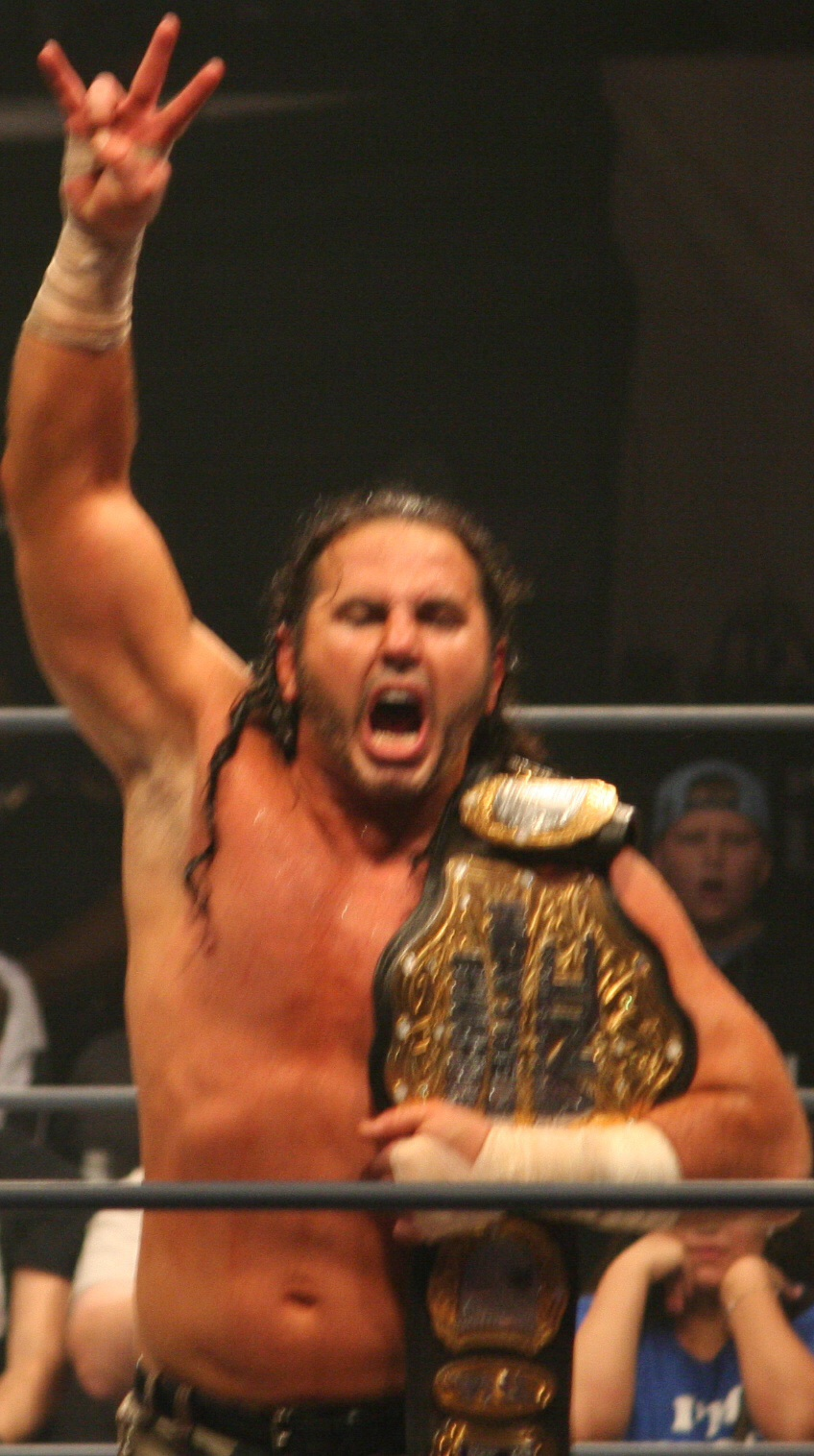
TNA世界ヘビー級王座

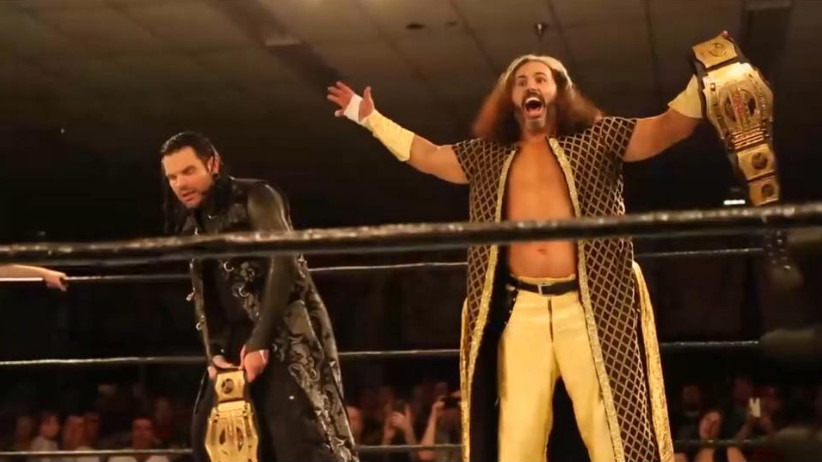
TNA世界タッグチーム王座

- WWE世界タッグ王座 : 6回（w / ジェフ・ハーディー）
- WWE・ロウ・タッグ王座 : 3回（w / MVP、ジェフ・ハーディー、ブレイ・ワイアット）
- WWE・スマックダウン・タッグ王座 : 1回（w / ジェフ・ハーディー）
- WCWタッグ王座 : 1回（w / ジェフ・ハーディー）
- WWE US王座 : 1回
- ヨーロピアン王座 : 1回
- ハードコア王座 : 1回
- WWEクルーザー級王座 ：1回
- アンドレ・ザ・ジャイアント・メモリアル・バトルロイヤル 優勝 : 1回（2018年）

TNA
- TNA世界ヘビー級王座: 1回
- TNA世界タッグチーム王座 : 4回（w / ジェフ・ハーディー/ブラザー・ニーロ）

ROH
- ROH世界タッグ王座 : 1回（w / ジェフ・ハーディー）

OMEGA
- OMEGAヘビー級王座 : 2回
- OMEGAタッグ王座 : 1回（w / ジェフ・ハーディー）

FSW
- FSWヘビー級王座 : 1回

MCW
- MCWヘビー級王座 : 1回
- MCWタッグ王座 : 1回（w / ジェフ・ハーディー）
- エクストリーム・ライジング世界王座 : 1回

NCW
- NDWヘビー級王座 : 1回
- NCWライトヘビー級王座 : 1回

NDW
- NDWライトヘビー級王座 : 1回
- NDWタッグ王座 : 1回（w / ジェフ・ハーディー）

NEWA
- NEWAヘビー級王座 : 1回
- NEWA殿堂

NFWA
- NFWAヘビー級王座 : 1回
- NFWAタッグ王座 : 1回（w / ヴェノム）

NWA 2000
- NWA 2000タッグ王座 : 1回

PWS（Pro-Wrestling South）
- PWSヘビー級王座 : 1回

PWS（Pro-Wrestling Syndicate）
- PWSヘビー級王座 : 1回

RPW
- RPWタッグ王座 : 1回（w / ファケイド）

WC
- WC王座 : 2回

## 入場曲
- Loaded

現在でもインディー団体等での入場の際は使用。
- Live For The Moment - Monster Magnet

WWEでの使用曲。
- Obsolete Suite
- No. 014, Moonlight Sonata: Ⅲ

ブロークンギミックでの使用。
- Spud Theme

TNAでの使用曲。
- Reptillian

TNAでのタッグの使用曲。
- Rogue and Cold Blooded

Reptillianの原曲版。
- Immortal Theme

インモータルの時に使用。
- Another White Lie

ROHでの使用曲。
- Dirty Angel
- Beyond the Wall
- Unbroken（Hotel Baby） -  Monster Magnet

インディー団体で使用。
- The Deletion Anthem

ウォークンギミックでの使用曲。
- Rise of Damascus

AEWでの使用曲